# Katákolo
Katákolo (grec moderne : Κατάκολο), anciennement Katákolon (katharévousa : Κατάκολον), est une localité portuaire de la municipalité de Pyrgos, dans l'Élide, en Grèce. Elle est principalement fréquentée par les navires de croisière, qui s'en servent comme escale en mer Ionienne.

## Annexe